# Gian Paolo Baglioni
Pour les articles homonymes, voir Baglioni.
Gian Paolo Baglioni ou Giampaolo Baglioni (né vers 1470 à Pérouse et mort le 11 juin 1520 à Rome) est un condottiere italien qui fut seigneur de la province de Pérouse en Italie.

## Biographie
Gian Paolo Baglioni se bat d'abord en Ombrie, en particulier contre les Oddi, famille rivale de la sienne. En 1498, il est engagé par Florence pour combattre dans cette même région.
En juillet 1500, il échappe à une tentative d'assassinat organisée par Grifone et Carlo Baglioni. C'est à cause de lui, soupçonnant une liaison entre lui et son épouse, que Grifone organise le massacre de presque toute la famille Baglioni (les "noces rouges" de Pérouse). Seul survivant (ou presque) Gian Paolo devient le maître de Pérouse.  Il est ensuite engagé par César Borgia au service des États pontificaux, et combat aux côtés de Vitellozzo Vitelli. Il participe  au complot contre César (Congiura di Magione) en aidant Giovanni Maria da Varano à soulever Camerino.
Après la chute des Borgia (1503-1504), et une période d'indépendance où il s'illustre par sa cruauté, il se soumet en 1506 au pape Jules II. En 1511, il entre au service de Venise, et affronte à de nombreuses reprises les troupes françaises au cours de la quatrième guerre d’Italie (1508-1513). En novembre 1513, il est capturé à Creazzo, mais est rapidement libéré.
En 1517, il participe à la guerre d'Urbino, contre François-Marie della Rovere. En 1516, il reçoit le titre de comte de Bettona du pape Léon X.
En 1520, il est accusé d'une tentative d'assassinat à Rome, est emprisonné au Château Saint-Ange puis décapité dans la nuit du 11 juin 1520. Il est enterré à l'église Santa Maria de Traspontina.

## Dans la culture
- Son personnage a été joué en 2013 par Björn Hlynur Haraldsson, dans la série The Borgias.